# Atchutchi Ferreira
Adriano Gomes Ferreira, mais conhecido como Atchutchi Ferreira (Bissau, 9 de janeiro de 1949), é um político, jornalista, radialista, compositor e letrista da Guiné-Bissau.
Chegou a ser o diretor-geral da Televisão da Guiné-Bissau, além de governador de Bafatá e Tombali e, entre 2014 e 2017, o presidente da Câmara Municipal de Bissau.

## Biografia
Adriano Gomes Ferreira nasceu em Bissau, 9 de janeiro de 1949; recebeu a alcunha Atchutchi enquanto combateu na Guerra de Independência da Guiné-Bissau.
Como membro destacado do Partido Africano para a Independência da Guiné e Cabo Verde (PAIGC), foi diretor-geral da Televisão da Guiné-Bissau, além de governador de Bafatá e Tombali. Foi eleito para, entre 2014 e 2017, ser o presidente da Câmara Municipal de Bissau. Faz parte do grupo conhecido como Combatentes da Liberdade da Pátria, de ex-combatentes da Guerra de Independência.
É mais conhecido por sua obra artístico-musical, sendo membro dos conjuntos de vanguarda da música de raiz guineense, tais como o Top Sound Group e Quinteto Zeus em Portugal em 1970. Em 1974, parcipou do conjunto N’Kassa Cobra, já na Guiné-Bissau. É o organizador e líder do conhecido conjunto Super Mama Djombo, também em 1974, em Bissau. É autor do roteiro sonoro do filme Os Olhos Azuis de Yonta (Udju asul di Yonta), de Flora Gomes (1991).